# Alvin Martin
Alvin Edward Martin (Walton, Liverpool, Inglaterra; 29 de julio de 1958) es un futbolista inglés retirado. 
Fue futbolista profesional entre 1976 a 1997, como defensa jugó gran parte de su carrera en el West Ham United, equipo con el que disputó 698 encuentros y anotó 34 goles. En sus 21 años en el equipo de Londres, Martin ganó la FA Cup de 1980, y al término de su carrera jugó una temporada en el Leyton Orient, hasta su retiro en 1997.
Fue internacional absoluto con la selección de Inglaterra en la década de los 80. Jugó 17 encuentros por los tres leones y disputó la Copa Mundial de 1986.
Luego de su retiro fue entrenador del Southend United por dos temporadas, para finalmente comenzar una carrera de radiolocutor en la estación talkSPORT y como panelista en programas de fútbol de Sky Sports.

## Clubes

### Como jugador
| Club            | País       | Año         |
| --------------- | ---------- | ----------- |
| West Ham United | Inglaterra | 1976 - 1996 |
| Leyton Orient   | Inglaterra | 1996 - 1997 |

### Como entrenador
| Club            | País       | Año         |
| --------------- | ---------- | ----------- |
| Southend United | Inglaterra | 1997 - 1999 |

## Vida personal
Los hijos de Martin, David y Joe, también son futbolista profesionales.